# Dębki
Dębki [pronunciación en polaco: /ˈdɛmpki/] (en casubio: Dãbeczi) es un pueblo en el distrito administrativo de Gmina Krokowa, dentro del Distrito de Puck, Voivodato de Pomerania, en el norte de Polonia. Se encuentra aproximadamente 7 kilómetros al noroeste de Krokowa, 25 kilómetros al noroeste de Puck, y 63 kilómetros al noroeste de la capital regional, Gdańsk.
Es un destino turístico popular, pero no tanto como otros sitios en esta región.
El pueblo tiene una población de 166 habitantes.